# Kalafi Moala
Kalafi Moala är en tongansk journalist och pressfrihetskämpe. 1989, då all makt var hos auktoritära regimen eller kyrkan, grundade han Tongas första oberoende veckotidning, Taimi O Tonga. Han och hans kollegor dömdes till 30 dagars fängelsestraff efter att ha publicerat prodemokratiska artiklar. Han lyckades smuggla ut texter skrivna på toalettpapper i samband med fängelsebesök. Han fick publiceringsförbud 2003 och igen 2004. År 2009 blev han ägare till den statsägda Tonga Chronicle. 2011 grundade han nätsidan www.taimionline.com.